# Associazione Calcio Juniorcasale 1976-1977
Questa voce raccoglie le informazioni riguardanti l'Associazione Calcio Juniorcasale nelle competizioni ufficiali della stagione 1976-1977.

## Rosa
| N. |                   | Ruolo | Calciatore        |
| -- | ----------------- | ----- | ----------------- |
|    | Italia (bandiera) | D     | Alessandro Aimone |
|    | Italia (bandiera) | P     | Roberto Anzolin   |
|    | Italia (bandiera) | A     | Tiziano Ascagni   |
|    | Italia (bandiera) | A     | Bruno Buscaglia   |
|    | Italia (bandiera) | P     | Renato Carraro    |
|    | Italia (bandiera) | A     | Sidio Corradi     |
|    | Italia (bandiera) | C     | Umberto Depetrini |
|    | Italia (bandiera) | D     | Attilio Fait      |
|    | Italia (bandiera) | D     | Alessandro Favaro |
|    | Italia (bandiera) | C     | Aurelio Filippi   |

| N. |                   | Ruolo | Calciatore          |
| -- | ----------------- | ----- | ------------------- |
|    | Italia (bandiera) | D     | Paolo Gilardino     |
|    | Italia (bandiera) | P     | Bruno Grisendi      |
|    | Italia (bandiera) | C     | Claudio Legnani     |
|    | Italia (bandiera) | D     | Giovanni Marella    |
|    | Italia (bandiera) | A     | Domenico Marocchino |
|    | Italia (bandiera) | A     | Gian Battista Motta |
|    | Italia (bandiera) | C     | Giuseppe Palladino  |
|    | Italia (bandiera) | D     | Mariano Riva        |
|    | Italia (bandiera) | C     | Ernesto Scorletti   |
|    | Italia (bandiera) | A     | Giuseppe Fava       |